# Neil Warnock
Neil Warnock (* 1. Dezember 1948 in Sheffield) ist ein ehemaliger englischer Fußballspieler und -trainer.

## Spielerlaufbahn
In seiner elf Jahre dauernden Spielerkarriere war Warnock für den FC Chesterfield, Rotherham United, AFC Hartlepool, Scunthorpe United, den FC Aldershot sowie für den FC Barnsley, York City und Crewe Alexandra in den unteren englischen Ligen aktiv. Dort kam der Mittelfeldspieler, der meist auf der Außenseite agierte, zu insgesamt 326 Spielen, konnte sich jedoch dabei nie für ambitionierte Vereine in der obersten Spielklasse empfehlen.

## Trainerlaufbahn

### Burton Albion & FC Scarborough
Ab 1981 trainierte er mit Burton Albion erstmals einen Verein in der Amateurliga Northern Premier League. Als er nebenbei noch in seinem erlernten Beruf als Podologe arbeitete, wurde er 1986 sportlicher Leiter beim FC Scarborough und führte den Klub 1987 über die Meisterschaft in der Football Conference in die Fourth Division und somit ins Profigeschäft. Er blieb bis November 1988 in Scarborough und trat anschließend zurück, da er den vakanten Trainerposten bei Notts County in der drittklassigen Third Division anstrebte.

### Notts County
Nur wenige Tage danach wurde Warnock zum neuen Trainer von Notts County ernannt. Aus dem vormaligen Abstiegskandidaten in der dritten Liga machte er eine Mannschaft, die sich in seiner ersten vollständigen Trainersaison 1989/90 über die Play-off-Spiele den Aufstieg in die Second Division sicherte. Im anschließenden Jahr gelang sogar der direkte Durchmarsch in die erstklassige First Division durch den erneuten Umweg über die Ausscheidungsspiele. Dieser Ausflug in die englische Eliteklasse sollte jedoch nur ein Jahr andauern und Notts County stieg direkt wieder ab, wodurch die Gelegenheit verpasst wurde, Gründungsmitglied der Premier League zu werden. Nach weiteren sportlich durchwachsenen Monaten, in denen der Abstieg wahrscheinlicher zu werden drohte als eine direkte Rückkehr in die erste Liga, trat Warnock als Trainer zurück, wobei der Klassenerhalt letztlich ohne ihn gesichert werden konnte.

### Torquay United
Nach seinem Weggang von Notts County wurde Warnock eine Beraterposition beim Viertligisten Torquay United angeboten, der sich zu dieser Zeit im Abstiegskampf befand. Nur wenige Tage nachdem Warnock seine Tätigkeit aufgenommen hatte, trat Trainer Paul Compton zurück und beschuldigte die Vereinsführung, ihn ausrangieren zu wollen. Warnock übernahm für den Rest der Saison die sportliche Leitung, legte den Posten aber wieder nieder, nachdem der Klassenerhalt gesichert worden war.

### Huddersfield Town
Warnocks nächste Trainerstation war Huddersfield Town. In der ersten Saison des Vereins im neuen Alfred McAlpine Stadium (heute: „Galpharm Stadium“) 1994/95 erreichte der Verein das Play-off-Finale, schlug dort die Bristol Rovers und stieg in die zweite Liga auf. Damit hatte Warnock seinem neunten Trainerjahr bereits zum vierten Mal einen Verein in die höhere Spielklasse geführt, dreimal davon über die Play-off-Begegnungen. Er überraschte das Präsidium aber nur wenige Tage später durch seinen Rücktritt.

### Plymouth Argyle
Es vergingen erneut nur wenige Tage, bis Warnock ins Trainergeschäft zurückkehrte und die Stelle bei Plymouth Argyle antrat, der soeben in die vierte Liga abgestiegen war. Warnock führte den Verein – erneut über die Ausscheidungsspiele – zurück in die Drittklassigkeit, worauf jedoch eine schwierige Zeit folgte. Plymouth Argyle legte einen guten Saisonstart vor und führte zeitweise die Tabelle an, bis sich die sportlichen Leistungen zu einer Krise entwickelten. Warnock beschuldigte den Vorsitzenden Dan Cauley, angesichts der mittlerweile angespannten Lage zu wenig Geld für neue Spielertransfers bereitzustellen und die Gefahr bestehe, dass sich das Leistungsniveau auf Amateurlevel zubewege, falls sich nichts ändere. McCauley wies diese Anschuldigung zurück und betonte seine Zuversicht, dass die vorhandenen Spieler sogar gut genug seien, einen weiteren Aufstieg zu realisieren und demnach kein Grund für die Investition von weiteren finanziellen Mitteln bestehe. McCauley beantworte die Frage des Senders Sky Sports, ob sich der Verein in einer Krise befinden würde (wie es Warnock zuvor unterstellt hatte): „Er war es, ja, aber ich verstehe nicht. Vielleicht befindet er sich in einer Krise, aber der Verein ist keinesfalls in einer Krise.“ Warnock wurde gegen Ende der Saison 1996/97 entlassen.

### Oldham Athletic
Nach seiner Demission in Plymouth wurde Warnock der Trainerposten beim Zweitligisten Oldham Athletic angeboten. Ihm gelang nach der Aufnahme der Tätigkeit zwar eine Trendwende, aber den Abstieg konnte eher nicht mehr verhindern. Es folgte ein guter Start in die Saison, der allerdings zahlreiche Rückschläge nach sich zog. Der Verein konnte fortan seinen Aufstiegsplänen nicht mehr nachgehen und belegte am Ende nur noch einen Mittelfeldplatz. Warnock beendete daraufhin seine Tätigkeit in Oldham und wechselte in die zweite Liga nach Bury.

### FC Bury
Mit dem FC Bury stieg Warnock am letzten Spieltag der Saison 1998/99 ab, nachdem sich der Verein während der ganzen Spielzeit in der unteren Tabellenhälfte befunden hatte. Wäre kurz zuvor nicht eine Regel geändert worden, die bei punktgleichen Vereinen die Mannschaft mit den mehr geschossenen Toren (anstatt der bis dahin üblichen besseren Tordifferenz) bevorzugt, hätte sich Bury vor dem punktgleichen Verein aus Port Vale in der Klasse gehalten. Da der Verein jedoch die wenigsten Tore aller Zweitligisten erzielt hatte, musste Bury den Weg in die Drittklassigkeit antreten. Als auch in der folgenden Saison der Verein eine schlechte Form zeigte, forderten die Bury-Anhänger verstärkt Warnocks Entlassung. Dieser kam er jedoch selbst zuvor, als er von seinem Posten zurücktrat, nachdem ihm die Trainerstelle bei Sheffield United angeboten worden war.

### Sheffield United
Nach einem schwachen Start in die Saison 1999/2000 befand sich Warnock mit seinem neuen Verein in Abstiegsgefahr. Warnock konnte den Zweitligisten letztlich aber noch auf einen Mittelfeldplatz führen und den Abstieg verhindern. Es folgte eine stetige Verbesserung in die Nähe der Play-off-Positionen, die Sheffield dann im Jahr 2003 auch erreichte. Dort scheiterte Warnock erstmals – nach vier gelungenen Versuchen – in seiner persönlichen Trainerkarriere am Aufstieg über die Ausscheidungsspiele nach der Finalniederlage gegen die Wolverhampton Wanderers. Im gleichen Jahr verlor Warnock mit seiner Mannschaft sowohl im FA Cup als auch im Ligapokal erst im Halbfinale.
In der Saison 2005/06 befand sich Sheffield United unter der Regie von Warnock stets unter den besten beiden Mannschaften und gehörte damit zu den Favoriten auf den direkten Aufstieg in die Premier League. Zu diesem Zeitpunkt erhielt Warnock im Dezember 2005 auch ein Angebot für die Trainernachfolge beim FC Portsmouth, das er jedoch ablehnte. Stattdessen gelang ihm mit Sheffield als Vizemeister der Aufstieg in die höchste englische Spielklasse. Den Beginn der Premier-League-Saison 2006/07 sollte Warnock jedoch nicht von der Trainerbank aus verfolgen dürfen, da er aufgrund der Vorkommnisse beim Spiel gegen Leeds United und einem weiteren Disput mit dem Trainerkollegen Nigel Worthington für die ersten beiden Meisterschafts- und vier weiteren Pflichtspiele gesperrt worden war. Nachdem Sheffield United am Ende der Saison 2006/07 durch eine 1:2-Niederlage gegen Wigan Athletic aus der Premier League abgestiegen war, nahm er seinen Abschied.

### Crystal Palace und QPR
Zwischen Oktober 2007 und Ende Februar 2010 war Warnock Trainer von Crystal Palace. Vom 1. März 2010 bis zum 8. Januar 2012 war er Trainer der Queens Park Rangers. In der Saison 2010/2011 schaffte er mit seinem Team den Aufstieg in die höchste englische Spielklasse. Nachdem QPR zunächst erfolgreich in die Premier-League-Saison gestartet war, geriet der Verein im Winter 2011/12 in die Nähe der Abstiegszone. Nach einem 1:1 gegen Drittligist Milton Keynes Dons im FA Cup trennte sich der Verein von Warnock, der die Zeit bei QPR als die beste seines Lebens bezeichnete.

### Leeds United
Am 18. Februar 2012 übernahm er den Trainerposten beim Zweitligisten Leeds United und beendete die Football League Championship 2011/12 mit seinem neuen Team auf dem 14. Tabellenplatz. Nachdem das ausgegebene Saisonziel, der Aufstieg in die Premier League, nach einer Serie siegloser Partien in weite Ferne geraten war, trennte sich der Verein am 1. April 2013 von Warnock.

### Rückkehr zu Crystal Palace
Am 27. August 2014 begann Warnocks zweites Engagement als Trainer von Crystal Palace; er unterschrieb einen Zweijahresvertrag. Schon im Dezember 2014 wurde er wegen Erfolglosigkeit entlassen.

### Cardiff City
Am 5. Oktober 2016 unterschrieb Warnock einen Zweijahresvertrag beim Championship Club Cardiff City. Der 69-Jährige führte die Blue Birds zum Klassenerhalt. Als Folge wurde seine Vertragslaufzeit bis 2019 verlängert. Im folgenden Jahr spielte Cardiff in der Spitzengruppe mit und stieg als Tabellenzweiter mit den Wolverhampton Wanderers und Fulham in die Premier League auf. Nach nur einem Jahr in der Premier League stieg der Klub 2019 umgehend wieder ab, im November 2019 trat Warnock von seinem Trainerposten zurück.

### FC Middlesbrough
Am 23. Juni 2020 übernahm Neil Warnock den vom Abstieg bedrohten FC Middlesbrough. Mit seiner Hilfe gelang es dem Club den 17. Platz zu erreichen. Im November 2021 stellte er mit seinem 1602. Spiel als Cheftrainer einen neuen Rekord in der Football League auf, wenige Tage später trennte er sich im Anschluss an ein 1:1-Unentschieden gegen West Bromwich Albion auf dem 15. Tabellenplatz liegend „in gegenseitigem Einvernehmen“ von Middlesbrough. Neben Warnock verließen auch seine beiden Assistenten Kevin Blackwell und Ronnie Jepson den Klub. Im April 2022 gab er 73-jährig das Ende seiner Trainerlaufbahn bekannt.

### Huddersfield Town
Im Februar 2023 wurde er von seinem Ex-Klub Huddersfield Town als neuer Cheftrainer vorgestellt. Der Klub lag auf dem vorletzten Tabellenplatz mit einem Punkt Rückstand auf die Nicht-Abstiegsränge. Warnock unterzeichnete einen Vertrag bis Saisonende. Warnock führte Huddersfield zum Klassenerhalt und unterschrieb in der Sommerpause einen neuen Jahresvertrag. Der Klub entschied sich im September 2023 aber für die Verpflichtung einer längerfristigen Lösung, sodass Warnock nach sieben Spieltagen zurücktrat, sein Nachfolger wurde Darren Moore.

### FC Aberdeen
Anfang Februar 2024 wurde Warnock als Nachfolger von Barry Robson zum Trainer des schottischen Erstligisten FC Aberdeen ernannt. Der Verein kündigte an, vor Saisonende einen Nachfolger für die Saison 2024/25 präsentieren zu wollen. Sein erstes Spiel als Trainer von Aberdeen am 6. Februar 2024 endete mit einer 1:2-Niederlage gegen die Glasgow Rangers im Ibrox Stadium. Sein erstes Heimspiel im Pittodrie fand vier Tage später gegen Bonnyrigg Rose Athletic statt, wobei Aberdeen im Achtelfinale des schottischen Pokals mit 2:0 gewann. Nach zwei Unentschieden in der Scottish Premiership, folgten drei Niederlagen in Folge. Warnock verließ Aberdeen am 9. März 2024, einen Monat nach seiner Verpflichtung, nach einem 3:1-Sieg gegen den FC Kilmarnock im Viertelfinale des schottischen Pokals. Diese beiden Pokalspiele waren seine einzigen Siege in acht Spielen als Trainer von Aberdeen.

## Sonstiges
Warnock ist ein ausgebildeter Schiedsrichter und bekannt für seine umstrittenen Wutausbrüche auf der Trainerbank. Dies führte zu zahlreichen persönlichen Fehden mit Akteuren im Fußballgeschäft und zu Strafen von Seiten der Football Association. Er ist ein überzeugter Fürsprecher des Brexit.